# 马普托国际机场
马普托国际机场（葡萄牙語：Aeroporto Internacional de Maputo）是莫桑比克首都马普托的一座軍民合用機場，位於马普托市中心。